# تيموثي تيلمان
تيموثي تيلمان (بالألمانية: Timothy Tillman) هو لاعب كرة قدم ألماني في مركز الوسط، ولد في 4 يناير 1999 في نورنبرغ في ألمانيا. لعب مع نادي نورنبرغ.

## وصلات خارجية
- تيموثي تيلمان على موقع الاتحاد الأوربي (الإنجليزية)
- تيموثي تيلمان على موقع الدوري الأمريكي (الإنجليزية)
- تيموثي تيلمان على موقع قاعدة بيانات كرة القدم.إي يو (الإنجليزية)
- تيموثي تيلمان على موقع ناشيونال فوتبول تيمز (الإنجليزية)
- تيموثي تيلمان على موقع Soccerway.com (الإنجليزية)
- تيموثي تيلمان على موقع عالم كرة القدم.نت (الإنجليزية)
- تيموثي تيلمان على موقع AS.com (الإسبانية)